# Bobsleigh nos Jogos Olímpicos de Inverno de 2022 - Monobob feminino
A competição de monobob feminino do bobsleigh nos Jogos Olímpicos de Inverno de 2022 foi disputada no Xiaohaituo Bobsleigh e Luge Track, em Pequim, entre 13 e 14 de fevereiro.

## Medalhistas
| Ouro   | USA Kaillie Humphries   |
| Prata  | USA Elana Meyers Taylor |
| Bronze | CAN Christine de Bruin  |

## Resultados
| Pos.              | Bib | Atleta                     | País               | 1ª descida | Pos. | 2ª descida | Pos. | 3ª descida | Pos. | 4ª descida | Pos. | Total   | Diferença |
| ----------------- | --- | -------------------------- | ------------------ | ---------- | ---- | ---------- | ---- | ---------- | ---- | ---------- | ---- | ------- | --------- |
| Medalha de ouro   | 5   | Kaillie Humphries          | USA Estados Unidos | 1:04.44    | 1    | 1:04.66    | 1    | 1:04.87    | 1    | 1:05.30    | 3    | 4:19.27 | —         |
| 02 !              | 4   | Elana Meyers Taylor        | USA Estados Unidos | 1:05.12    | 3    | 1:05.30    | 3    | 1:05.28    | 3    | 1:05.11    | 1    | 4:20.81 | +1.54     |
| Medalha de bronze | 7   | Christine de Bruin         | CAN Canadá         | 1:05.12    | 3    | 1:05.02    | 2    | 1:05.38    | 4    | 1:05.51    | 5    | 4:21.03 | +1.76     |
| 4                 | 9   | Laura Nolte                | GER Alemanha       | 1:04.74    | 2    | 1:05.58    | 7    | 1:05.70    | 6    | 1:05.31    | 4    | 4:21.33 | +2.06     |
| 5                 | 8   | Bree Walker                | AUS Austrália      | 1:05.55    | 10   | 1:05.54    | 6    | 1:05.16    | 2    | 1:05.21    | 2    | 4:21.46 | +2.19     |
| 6                 | 2   | Huai Mingming              | CHN China          | 1:05.18    | 6    | 1:05.72    | 9    | 1:05.71    | 7    | 1:05.97    | 8    | 4:22.58 | +3.31     |
| 7                 | 12  | Melanie Hasler             | SUI Suíça          | 1:05.18    | 6    | 1:05.86    | 11   | 1:06.21    | 13   | 1:05.56    | 6    | 4:22.81 | +3.54     |
| 8                 | 6   | Cynthia Appiah             | CAN Canadá         | 1:05.75    | 12   | 1:05.53    | 5    | 1:05.78    | 8    | 1:05.98    | 9    | 4:23.04 | +3.77     |
| 9                 | 13  | Ying Qing                  | CHN China          | 1:05.16    | 5    | 1:05.99    | 12   | 1:05.82    | 9    | 1:06.44    | 14   | 4:23.41 | +4.14     |
| 10                | 10  | Nadezhda Sergeeva          | ROC                | 1:05.45    | 9    | 1:06.00    | 13   | 1:05.83    | 10   | 1:06.31    | 11   | 4:23.59 | +4.32     |
| 11                | 17  | Margot Boch                | FRA França         | 1:05.77    | 14   | 1:05.51    | 4    | 1:06.01    | 12   | 1:06.53    | 16   | 4:23.82 | +4.55     |
| 12                | 14  | Andreea Grecu              | ROU Romênia        | 1:05.56    | 11   | 1:05.71    | 8    | 1:06.46    | 15   | 1:06.26    | 10   | 4:23.99 | +4.72     |
| 13                | 11  | Mariama Jamanka            | GER Alemanha       | 1:05.85    | 15   | 1:06.94    | 17   | 1:05.47    | 5    | 1:05.74    | 7    | 4:24.00 | +4.73     |
| 14                | 16  | Katrin Beierl              | AUT Áustria        | 1:05.39    | 8    | 1:06.00    | 13   | 1:06.57    | 16   | 1:06.56    | 17   | 4:24.52 | +5.25     |
| 15                | 20  | Giada Andreutti            | ITA Itália         | 1:06.07    | 17   | 1:05.77    | 10   | 1:06.57    | 16   | 1:06.38    | 12   | 4:24.79 | +5.52     |
| 16                | 15  | Karlien Sleper             | NED Países Baixos  | 1:05.88    | 16   | 1:06.59    | 16   | 1:05.85    | 11   | 1:06.65    | 18   | 4:24.97 | +5.70     |
| 17                | 18  | Viktória Čerňanská         | SVK Eslováquia     | 1:05.75    | 12   | 1:06.41    | 15   | 1:06.62    | 18   | 1:06.47    | 15   | 4:25.25 | +5.98     |
| 18                | 1   | Kim Yoo-ran                | KOR Coreia do Sul  | 1:06.68    | 20   | 1:07.02    | 18   | 1:06.41    | 14   | 1:06.41    | 13   | 4:26.52 | +7.25     |
| 19                | 19  | Jazmine Fenlator-Victorian | JAM Jamaica        | 1:06.63    | 19   | 1:07.38    | 19   | 1:06.92    | 19   | 1:07.63    | 20   | 4:28.56 | +9.29     |
| 20                | 3   | Lidiia Hunko               | UKR Ucrânia        | 1:06.34    | 18   | 1:07.84    | 20   | 1:07.47    | 20   | 1:07.45    | 19   | 4:29.10 | +9.83     |

Legenda
| Recorde mundial      | Recorde mundial (World record)               |                       | Recorde africano                      | Recorde africano (African) |                                           | Q | Classificado por posição (Qualified) |
| Recorde olímpico     | Recorde olímpico (Olympic record)            | Recorde da América    | Recorde da América (Americas)         | q                          | Classificado por melhor tempo (Qualified) |   |                                      |
| Recorde de pista     | Recorde da pista (Track record)              | Recorde asiático      | Recorde asiático (Asian)              | DNS                        | Não largou (Did not start)                |   |                                      |
| Recorde nacional     | Recorde nacional (National record)           | Recorde europeu       | Recorde europeu (European)            | DNF                        | Não terminou (Did not finish)             |   |                                      |
| Recorde pessoal      | Recorde pessoal do atleta (Personal best)    | Recorde da Oceania    | Recorde da Oceania (Oceania)          | DSQ / DQ                   | Desclassificado (Disqualified)            |   |                                      |
| Recorde da temporada | Recorde da temporada do atleta (Season best) | Recorde sul-americano | Recorde sul-americano (South America) | NM                         | Sem marca (No mark)                       |   |                                      |